# マイン＝タウヌス郡

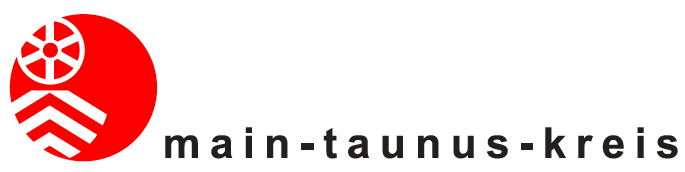
マイン＝タウヌス郡のロゴマーク

マイン＝タウヌス郡 (ドイツ語: Main-Taunus-Kreis) は、ドイツ連邦共和国ヘッセン州南部、ダルムシュタット行政管区に属す郡である。郡内最大の都市は郡庁所在地のホーフハイム・アム・タウヌスである。1987年までは、フランクフルト＝ヘーヒストに郡庁が置かれていた。ドイツに存在する郡のうち、面積は最小、人口密度は 2番目に高い。本郡はライン＝マイン地域の中心に位置し、フランクフルト・アム・マインの西、州都ヴィースバーデンの東の郊外地域にあたる。

## 地理

### 位置
郡域は、マイン川（海抜 90 m 程度）からタウヌス山地にかけて広がっている。郡内で最も高い山はケルクハイム＝ルッパーツハイン近郊のアイヒコプフ (563.3 m) であるが、1972年のヘッセン州の地域再編までは、タウヌス山地の最高峰であるグローサー・フェルトベルク (881.5 m) も郡域に含まれていた。
森に覆われたタウヌス山地以外では、建物のない空いたスペースには果樹園や川辺の草地、農業に利用されている土地もあるが、本郡の大部分は郊外風の住宅地や交通用地によって占められている。
マイン川沿いの 3市を除いて、郡内の市町村はいずれもタウヌス山地の前山地域にあたる。ホーフハイム・アム・タウヌスからフリードリヒスドルフまでは、「フランクフルトのシュペックギュルテル」と呼ばれるフランクフルト西部および北部都市ベルトを形成している。
郡の東部は、郡部としては人口密度が極端に高く、フランクフルト都市圏の郊外部（衛星都市）に数えられている。これと同じような大都市型の様相を呈している郡はドイツでも数少なく、ライン＝ルール地方のレックリングハウゼン郡、メトマン郡、エネーペ＝ルール郡や、ミュンヘン郡あるいはフランクフルトの南側に位置するオッフェンバッハ郡などだけである。マイン＝タウヌス郡の人口密度は 1 km2 あたり 1,000人を超えており、ドイツで 2番目に人口密度の高い郡である。
中流階級に属す住民が大勢を占めることから、マイン＝タウヌス郡はドイツでも裕福な地域の1つであり、不動産の賃貸料金水準が高いことや、購買力が高いことで知られる。これらの指標や年によってはドイツでトップとなることもある。2013年の購買力インデックスは、ドイツの全国平均の 138 % にあたる 28,465ユーロ/人であった。隣のホーホタウヌス郡のそれは 30,165ユーロ/人 で、全国平均の 146 % にあたり、ドイツで2番目に高い値を示した郡であった。郡内でも、最も高い購買力を持つのがバート・ゾーデン・アム・タウヌスの住民である。
エップシュタイン、ホーホハイム・アム・マイン、フレールスハイム・アム・マイン、ホーフハイム・アム・タウヌスは、良く保存された旧市街を有する旧い街である。肥沃な土壌は工業化以前の時代からすでに比較的高い生活水準や人口密度をもたらし、これにより古い村の中心街、教会、邸宅が建造された。

### 隣接する行政区画
マイン＝タウヌス郡は、北はホーホタウヌス郡、北西はラインガウ＝タウヌス郡、西は州都で郡独立市のヴィースバーデン、南は工業地域のグロース＝ゲーラウ郡、東は郡独立市のフランクフルト・アム・マインと境を接している。

## 歴史
中世には、本郡の郡域は一部がエップシュタイン家、一部がマインツ選帝侯の所領に分かれていた。1803年以降はナッサウ＝ウージンゲン家、1806年からはナッサウ大公国、1866年のプロイセン王国による併合後はヘッセン＝ナッサウ州に属した。ヴィースバーデンとフランクフルトの間の市町村は、アムト・ホーホハイム、アムト・ヘーヒスト、アムト・イートシュタイン、アムト・ケーニヒシュタインと、その統治機構が分割されていた状態を維持して、アムト・ホーホハイムおよびヘーヒストの市町村はヴィースバーデンを郡庁所在地とするマイン郡、アムト・ケーニヒシュタインの市町村はオーバータウヌス郡、アムト・イートシュタインの市町村はウンタータウヌス郡に組織された。
1886年4月1日にヘッセン＝ナッサウの新しいラントクライス法が発効したことで、プロヴィンツ（州）は新しい小さな郡に分割されることとなり、アムトは廃止された。マイン郡に替わってヘーヒスト郡とヴィースバーデン郡が設けられた。
フランクフルト市、ヴィースバーデン市およびその周辺地域の人口増加に伴って、1928年4月1日に新たな地域編成が必要となった。ヘーヒスト郡とヴィースバーデン郡のいくつかの市町村は近隣の大都市に編入された。編入された自治体にはヘーヒスト市も含まれていた。両郡は人口の大きな部分を失った。両郡の残留した市町村およびオーバータウヌス郡、ウージンゲン郡、ウンタータウヌス郡のいくつかの市町村は、「マイン＝タウヌス郡」という名前の新しい郡に統合された。
この郡は創設当時 45の市町村からなっていた。ケルクハイムやホーフハイムに合併することで、1938年に 42市町村に減少した。1951年のマイン＝タウヌス郡の史料には、6つの市と 40の村落が人口とともに記載されている。
1945年、郡域は所属を新たにし、ヘッセン州の一部となった。
1972年から1977年のヘッセン州の地域再編により、郡の境界も市町村構成も大きく変化した。
1971年12月31日に 9町村がホーフハイム市、フレールスハイム市、ハッタースハイム市、エシュボルン市に「自主的に」合併した。また、合併により新たに2つの町村が誕生した: リーダーバッハ（オーバーリーダーバッハとニーダーホーフハイムから）とロッセルト（エッペンハインとルッパーツハインから）である。
自主的な合併を行わなかった市町村は、1977年1月1日に州法により隣接する自治体との合併が行われた。これにより、人口約 2,500人の最小規模に達していない 10の旧自治体と、成立して 5年しか経っていないロッセルトが合併され廃止された。協議フェーズにあったズルツバッハのバート・ゾーデンへの編入と、クリフテルのホーフハイムへの編入は最終的には現在も明らかでない状況が続いていたが、先頃州議会の委員会はこの条項を抹消した。両自治体の代理人は、自立の継続を強く訴えていた。
郡境を超えた市町村合併によって、郡の境界線は大きく変更された。以下の自治体が隣接する郡に編入された。
- シュロスボルンが現在のグラースヒュッテンに、オーバーライフェンベルクが現在のシュミッテンに合併し、ホーホタウヌス郡に（1972年）
- ニーデルンハウゼンがラインガウ＝タウヌス郡に（1977年）
- アウリンゲン、ブレッケンハイム、デルケンハイム、メーデンバッハ、ナウロート、ノルデンシュタットがヴィースバーデン市に（1977年）

この地域再編以後、マイン＝タウヌス郡には 12の自治体があり、そのうちの 9つが市である。
郡庁所在地および行政中心は1928年からフランクフルトの市区であるヘーヒストに置かれていた。1980年1月1日、ホーフハイム・アム・タウヌスが法に基づき郡行政機関の所在地となったが、ホーフハイムに新しい郡庁舎が完成したのは、1987年になってからであった。

## 行政

### 郡議会
2021年3月14日のマイン＝タウヌス郡の郡議会選挙結果とそれに基づく議席配分を以下に示す。
| 政党     | 得票率 (%) | 議席数  |
| -------- | ---------- | ------- |
| CDU      | 37.3       | 30      |
| Grüne    | 22.2       | 18      |
| SPD      | 16.1       | 13      |
| FDP      | 8.0        | 6       |
| AfD      | 6.2        | 5       |
| FWG      | 5.6        | 5       |
| 左翼党   | 3.7        | 3       |
| パルタイ | 0.9        | 1       |
| 計       | 100.0      | 81      |
| 投票率   | 55.31 %    | 55.31 % |

### 郡長
| 任期            | 名前                             | 名前                   | 所属 |
| --------------- | -------------------------------- | ---------------------- | ---- |
| 1945年 - 1946年 | ヴァルター・ヴェーバー           | Dr. Walter Weber       |      |
| 1946年 - 1966年 | ヨーゼフ・ヴァーゲンバッハ       | Dr. Joseph Wagenbach   | CDU  |
| 1966年 - 1978年 | ヴァーレンティーン・ヨスト       | Dr. Valentin Jost      | SPD  |
| 1978年 - 1989年 | ベルンヴァルト・レーヴェンベルク | Dr. Bernward Löwenberg | CDU  |
| 1990年 - 1999年 | ヨーヒェン・リーベル             | Jochen Riebel          | CDU  |
| 1999年 - 2011年 | ベルトルト・R. ガル              | Berthold R. Gall       | CDU  |
| 2011年10月 -    | ミヒャエル・ツィリーアクス       | Michael Cyriax         | CDU  |

### 郡委員会
郡委員会は、郡長を委員長とし、郡議会議員から選ばれた15人の委員で構成される。

### 紋章
図柄: 上下二分割。上部は赤地に銀の輪。下部は銀地に3本の赤いシェブロネル。この紋章は1950年6月19日に認可された。
解説: 輪は、マインツ選帝侯の紋章である「マインツの輪」に由来する。シェブロネルは1581年にマインツから所領の多くを引き継いだエップシュタイン家の紋章の紋章に由来する。

### 姉妹地区
- メトロポリタン・ボロー・オブ・ソリフル（イギリス、ウェスト・ミッドランズ）1979年（公式には1992年から）
- ラウダウン郡（アメリカ合衆国、ヴァージニア州）2006年

## 経済と社会資本

### 経済
マイン＝タウヌス郡は、ライン＝マイン地域の中心に位置することや、郊外型のキャラクターによって経済的に特徴づけられている。特にサービス業（第三次産業）が郡の経済を支えている。郡域東部の衛星都市型自治体は、低率税政を掲げ、フランクフルトから周辺部にあたる自らの市域への企業移転誘致を図っている。
エシュボルンは、いくつかの重要な企業の所在地である: ドイツ銀行AG、ドイツ取引所、ボーダフォンの一部機能がこの街に置かれている。シュヴァルバッハ・アム・タウヌス、ズルツバッハ (タウヌス)、バート・ゾーデン・アム・タウヌス、クリフテルも産業の郊外移転によって収入を増している。ズルツバッハには、ドイツで最も古く、現在でも最大規模のショッピングセンターの1つであるマイン＝タウヌス＝ツェントルム (MTZ) がある。エシュボルンとホーフハイム＝ヴァラウには 2つの大きな専門店複合体がある。これらは、MTZ も含め、アウトバーン網に面した好適な立地であるが、公共旅客交通機関との接続は良くない。
郡内には、少ないながら工業系産業もある。ハッタースハイム・アム・マインのザロッティ（製菓会社）は閉鎖され、一部は取り壊された。新しく造られたショッピングセンター「ザロッティ・センター」はこれにちなんで名付けられた。ケルクハイム (タウヌス)には中規模の家具工場がある。郡境のすぐ外側のフランクフルト＝ヘーヒスト、リュッセルスハイムやライン川右岸のマインツ郊外地域には大規模な工業系企業がある。リュッセルスハイムのアダム・オペルAG はその中でも最大の会社である。
強固な経済基盤にもかかわらず、郡内のほとんどの市は通勤者の住宅地である。毎日1万人の労働者がフランクフルトに通勤し、その他にヴィースバーデン、マインツ、あるいはこの地域の他の都市に通う。
農林業はわずかな役割でしかない。農業分野では果樹園が営まれており、有名なリンゴ酒の製造に供されている。果樹栽培で有名な町がクリフテルである。ホーホハイムとフレールスハイム＝ヴィッカーではワインが生産されている。どちらもワイン生産地区ラインガウに属す。
マイン＝タウヌス郡はドイツで最大の韓国人コミュニティがあり、およそ2500人の韓国人が住んでいる。マイン＝タウヌス郡には韓国の会社が多く、フランクフルトで働いている韓国人の数も多い。マイン＝タウヌス郡には小さい日本人や中国人のコミュニティもある。

### 交通
本郡は大都市集中地域の中央に位置しており、このため国際的に重要な路線を含め数多くの交通路がここを通っている。

#### 道路交通
本郡自身にとって、またヴィースバーデン - フランクフルト地域にとって、元々は「ライン＝マイン高速道路」として知られていたアウトバーン A66号線は主要な交通路である。この道路は郡域を東西に貫き、両側に隣接する都市やマインツとの間を結んでいる。ヴィースバーデン・ジャンクション、フランクフルト西ジャンクション、フランクフルト北ジャンクションで A66号線は A3号線、A5号線と接続している。これにより、一方はフラクフルト国際空港へ、他方はあらゆる方向へ延びる連邦広域道路網へとつながっている。
アウトバーン A3号線は、ホーフハイム＝ヴァラウ付近のヴィースバーデン・ジャンクションの他に郡内にインターチェンジを有していない。この道路は西の郡境から郡南部を通り、オランダの人口集中地域やライン＝ルール地方とフランクフルトおよび中央ヨーロッパ南東部とを結んでいる。
連邦道 B40号線は A66号線に接続し、アウトバーン A671号線およびテオドール＝ホイス橋を経由してマインツに、クリフテル・ジャンクションからジントリンガー・マイン橋を経由してケルスターバッハやフランクフルト空港、さらにフラクフルト南部市区に通じている。
A671号線は、マインツ・アウトバーン環状線の一部であり、ホーホハイム市にとっては重要な意味を持っている。アウトバーン仕様に拡張された連邦道 B8号線が A66号線に接続しており、フランクフルト＝ヘーヒストとバート・ゾーデン、ケルクハイム、およびケーニヒシュタイン・イム・タウヌスとを結んでいる。
連邦道 B455号線（ヴィースバーデン - ケーニヒシュタイン）や B519号線（ケーニヒシュタイン - リュッセルスハイム）も本郡の郡域を通っている。

#### 鉄道
小さなマイン＝タウヌス郡の郡内を、合わせて 7本の鉄道路線が通っている。郡内の12市町村すべてが鉄道路線で結ばれている。
全国的に重要な鉄道路線が、郡内に停車駅はないが、2002年に開業したケルン＝ライン/マイン高速鉄道路線である。この路線は、フランクフルトとケルンとの間を約1時間で結んでいる。この路線は、アウトバーン A3号線とほぼ並行して（しかし約3倍の速さで）運行している。ホーフハイム＝ヴァラウ高速鉄道の支線が本線から分岐している。
郡は、フランクフルト＝ヘーヒスト駅から放射状に延びる鉄道路線によって結ばれている:
- Sバーンの S1号線がハッタースハイム、フレールスハイム、ホーホハイムを経由し、マインツ＝カステルおよびヴィースバーデンまで
- S2号線がクリフテル、ホーフハイム、エップシュタインを経由して、ニーデルンハウゼンまで
- フランクフルト＝ケーニヒシュタイナー鉄道により運行されているケーニヒシュタイナー鉄道がリーダーバッハおよびケルクハイムを経由してケーニヒシュタインまで
- ゾーデナー鉄道がズルツバッハを経由してバート・ゾーデンまで

さらに2つの路線がフランクフルト中央駅から郡内に延びている:
- S3号線がエシュボルン、シュヴァルバッハ、ズルツバッハを経由してバート・ゾーデンまで
- S4号線がエシュボルンを経由してクローンベルクまで

この他に稠密な乗合バス路線が運行されている。郡庁所在地のホーフハイムにはライン＝マイン＝交通連盟 (RMV) の本部がある。
フランクフルト西側の衛星都市を互いに結びフランクフルトの中心市街での乗り換え客を軽減するための環状鉄道は 1990年代半ばに計画されたが、その建設はまだ始まったばかりである。レギオーナルタンゲンテ・ヴェスト（西境界路線）は、エシュボルンとフランクフルト＝ヘーヒストおよびフランクフルト空港を直接結ぶように計画されている。

#### 航空路
フランクフルト空港が郡域の外、わずか数 km に位置しており、数分で到着することができる。このためハッタースハイムとクリフテルには空港関連企業が多く立地している。しかし本郡は単に空港に近いことによる恩恵だけを享受しているわけではない。郡内の多くの都市が航空機騒音に悩まされている。騒音の大きさは、エップシュタインに本部を置くドイツ航空騒音サービス e.V. によって測定され、長期にわたって記録されている。
ヴィースバーデン＝エルベンハイム飛行場は、郡の西境から約 1 km にあり、80年代にはライン＝マイン地域に物資を輸送するサテライト空港として拡張工事の計画があった。しかしこの飛行場はアメリカ空軍によって使用されており、民間利用はなされていない。
フランクフルト＝ハーン空港はマイン＝タウヌス郡から西に約 100 km のラインラント＝プファルツ州内にある。

#### 内陸水路
マイン＝タウヌス郡には、大きな港はフレールスハイム＝ケラマーク港 1港しかない。しかし、郡の外側すぐ近くにインドゥストリーパーク・ヘーヒスト、ケルスターバッハ、ラウンハイムのカルテックス/チコーナ産業地域、リュッセルスハイムのオペル工場、マインツ＝コストハイム（ヴィースバーデン市の市区）に港がある。

### 病院
病院は、ホーフハイム、バート・ゾーデンおよびフレールスハイムにある。フレールスハイムのマリエンクランケンハウスは完全予約制の病院で、緊急搬送を受け容れているのはバート・ゾーデンおよびホーフハイムだけである。

### 教育
郡内には、55校の公立学校と 6校の私立学校がある。このうち、7校でアビトゥーアの取得が可能である。5校が特別学校、3校が職業学校である。また、郡内には 119園の幼稚園、83棟の体育館、40箇所のスポーツグランド、6つの屋外プール、5つの屋内プールがある。

## 市町村
| 市 1. バート・ゾーデン・アム・タウヌス (Bad Soden am Taunus 23,174) 2. エップシュタイン (Eppstein 13,645) 3. エシュボルン (Eschborn 22,551) 4. フレールスハイム・アム・マイン (Flörsheim am Main 21,751) 5. ハッタースハイム・アム・マイン (Hattersheim am Main 28,720) 6. ホーホハイム・アム・マイン (Hochheim am Main 18,810) 7. ホーフハイム・アム・タウヌス (Hofheim am Taunus 40,412) 8. ケルクハイム (タウヌス) (Kelkheim (Taunus) 29,106) 9. シュヴァルバッハ・アム・タウヌス (Schwalbach am Taunus 15,566) 町村 1. クリフテル (Kriftel 11,123) 2. リーダーバッハ・アム・タウヌス (Liederbach am Taunus 9,109) 3. ズルツバッハ (タウヌス) (Sulzbach (Taunus) 9,340) 人口は、2023年12月31日現在の数値である。 |

## 引用
1. 1 2  Hessisches Statistisches Landesamt: Bevölkerung in Hessen am 31.12.2023 (Landkreise, kreisfreie Städte und Gemeinden, Einwohnerzahlen auf Grundlage des Zensus 2011)]
2. 1 2  Kaufkraft 2013: Deutsche haben 554 Euro mehr GfK Geomarketing Pressemitterilung 2012年12月12日付け（2013年5月25日 閲覧）
3. ↑  Historische Karte des MTK aus 1951（2013年5月26日 閲覧）
4. ↑  “Kreiswahl - Main-Taunus-Kreis”. 2021年8月29日閲覧。
5. ↑  （2024年3月3日 閲覧）